# 블라도 숄라
블라도 숄라(크로아티아어: Vlado Šola, 1968년 11월 16일~)는 크로아티아의 핸드볼 선수, 지도자로 포지션은 골키퍼이다. 현역 시절 국제 대회에 크로아티아 국가대표로 활약하여 2004년 하계 올림픽에서 금메달을 획득했다.
현재 몬테네그로 대표팀 감독을 맡고 있다.